# Guldklocka
Guldklocka är ett armbandsur eller fickur där boetten är tillverkad i 14K eller 18K guld. Till skillnad från boetter tillverkade i stål eller mässing är guldursboetterna i regel ganska tunna och inte producerade för att tåla slag och fukt. De flesta av de större urfabrikerna producerar egna guldur, men ett stort antal boetter tillverkas av olika guldsmedsverkstäder i Italien som sedan säljer dessa under olika designnamn.
Som ett mer symboliskt begrepp är "guldklocka" också känt som en symbol för lång och trogen tjänstgöring. Detta eftersom en klocka av guld är en vanlig gåva som svenska statens anställda kan välja efter att ha skött sitt arbete oklanderligt i minst 30 år. Andra alternativ är i regel en prydnadspjäs i glas eller medaljen För nit och redlighet i rikets tjänst. Även inom det privata näringslivet är utdelning av guldklocka efter lång anställning vanligt förekommande. Periodens längd kan variera, men 25 år är ett riktmärke. Guldklockor delas även ut i form av belöningar, bland annat tidningen Nerikes Allehanda har årligen en utdelning av guldur till årets idrottsprofil.

## Några kända guldursfabrikat
- Audemars-Piguet
- Certina
- Eterna
- Movado
- Omega
- Rolex
- Tissot